# ホセ・ルイス・ベルナル・ロドリゲス
ホセ・ルイス・ベルナル・ロドリゲス（スペイン語: José Luis Bernal Rodríguez、1956年3月20日 - ）は、メキシコの外交官、大使。在スイス大使、在チェコ大使、在南北朝鮮大使などを経て、2017年より在中国大使。

## 経歴
1980年5月、外務省入省。2002年1月から2007年8月にかけて、在スイス大使兼在リヒテンシュタイン大使（非常駐）。その後、在チェコ大使を経て、2013年6月20日、在韓国大使兼在北朝鮮大使（非常駐）兼在モンゴル大使（非常駐）に任命される。
2013年8月8日、ソウルの青瓦台で朴槿恵大統領に信任状を捧呈。翌2014年5月21日、在北朝鮮大使として平壌を訪問し、万寿台議事堂で最高人民会議常任委員会の金永南委員長に信任状を捧呈。同年6月18日、在モンゴル国大使としてウランバートルを訪問し、ツァヒアギーン・エルベグドルジ大統領に信任状を捧呈。
2017年2月23日、連邦上院議会がエンリケ・ペーニャ・ニエト大統領によって指名されたベルナル・ロドリゲスの大使任命を承認。同年7月12日、北京の人民大会堂で習近平国家主席に信任状を捧呈した。